# هانکنسبوتل (زامتگمایند)
هانکنسبوتل (به آلمانی: Samtgemeinde Hankensbüttel) یک منطقهٔ مسکونی در آلمان است که در گیفهورن واقع شده‌است. هانکنسبوتل ۹٬۷۳۹ نفر جمعیت دارد.